# Phaeogenes coryphaeus
Phaeogenes coryphaeus is een vliesvleugelig insect uit de familie van de gewone sluipwespen (Ichneumonidae). De wetenschappelijke naam van de soort is voor het eerst geldig gepubliceerd door Constantin Wesmael in 1845. De soort werd aangetroffen in de omgeving van Brussel.